# São Vicente de Minas
São Vicente de Minas este un oraș în Minas Gerais (MG), Brazilia.